# Salinas (kanton)
Salinas – kanton w Ekwadorze, w prowincji Santa Elena. Stolicą kantonu jest Salinas.